# Combretum graciliflorum
Combretum graciliflorum är en tvåhjärtbladig växtart som beskrevs av C.A. Stace. Combretum graciliflorum ingår i släktet Combretum och familjen Combretaceae. Inga underarter finns listade i Catalogue of Life.